# Barthélemy Albouys
Barthélémy Albouys est un homme politique français né le 9 juin 1750 à Cahors (Lot) et mort le 1er juin 1795 à Paris.

## Biographie
Juge au tribunal de district de Cahors, il est député du Lot à la Convention et vote pour la réclusion de Louis XVI.

## Sources
- « Barthélemy Albouys », dans Adolphe Robert et Gaston Cougny, Dictionnaire des parlementaires français, Edgar Bourloton, 1889-1891 [détail de l’édition]